# Moreda de Álava
Moreda de Álava (o Moreda Araba in basco) è un comune spagnolo  situato nella comunità autonoma dei Paesi Baschi.